# Takeo, Saga
Takeo (武雄市 Takeo-shi, Vũ Hùng) là một thành phố thuộc tỉnh Saga, Nhật Bản.

## Giáo dục

### Trung học phổ thông
- Trung học phổ thông Takeo tỉnh Saga

### Trung học cơ sở
- Trung học cơ sở Takeo
- Trung học cơ sở Bắc Takeo
- Trung học cơ sở Kawanobori
- Trung học cơ sở Kitagata
- Trung học cơ sở Yamauchi
- Trung học cơ sở Seiryo

### Tiểu học
- Tiểu học Takeo
- Tiểu học Mifunegaoka
- Tiểu học Asahi
- Tiểu học Tachibana
- Tiểu học Wakaki
- Tiểu học Takeuchi
- Tiểu học Đông Kawanobori
- Tiểu học Tây Kawanobori
- Tiểu học Kitagata
- Tiểu học Yamauchi
- Tiểu học Tây Yamauchi